# François Miville-Deschênes

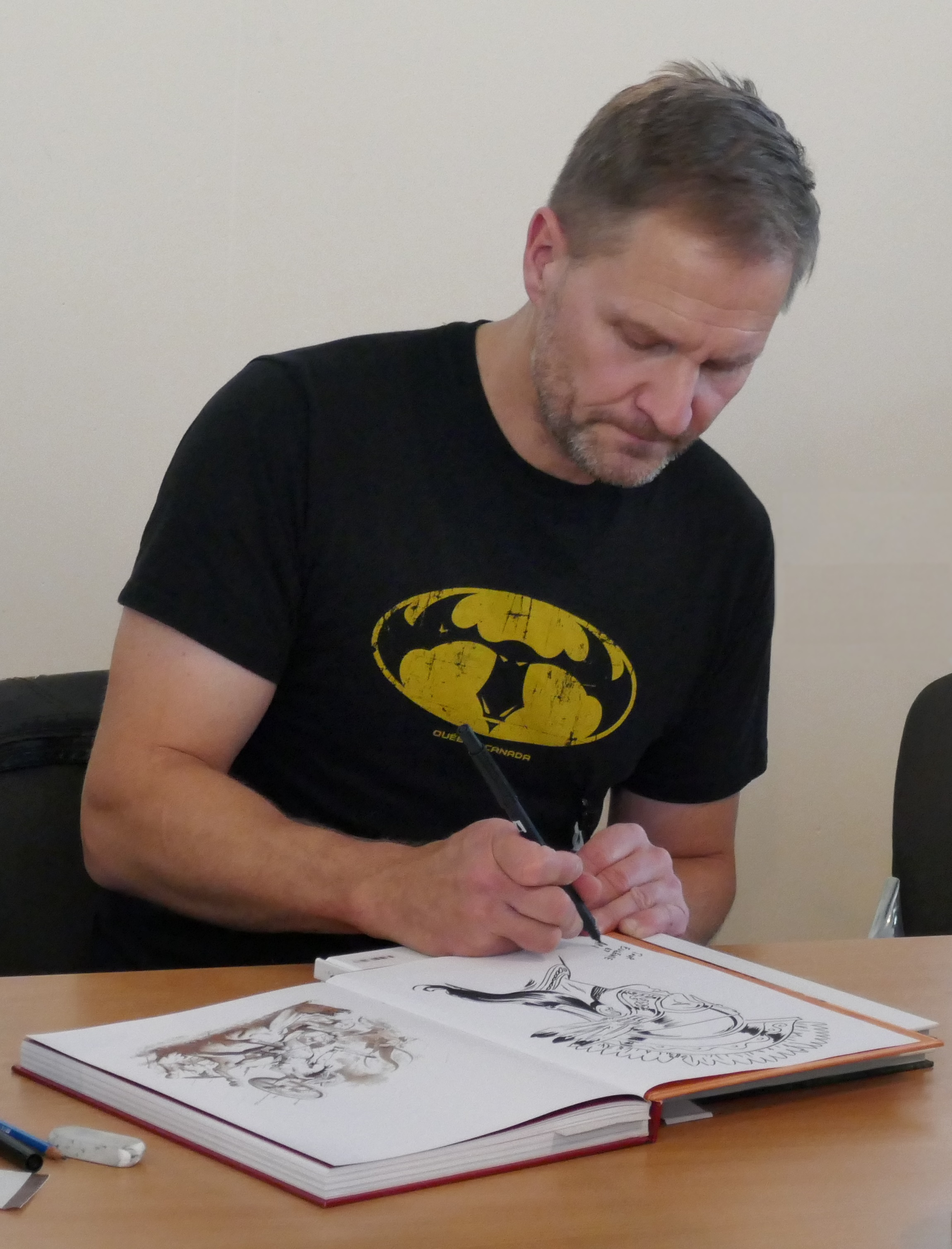
François Miville-Deschênes in 2019

François Miville-Deschênes (Bonaventure (Montreal), 9 december 1969) is een Canadese striptekenaar en scenarioschrijver. 

## Biografie
François werd geboren in het kustplaatsje Bonaventure op het schiereiland Gaspésie-Îles-de-la-Madeleine in de Franstalige provincie Quebec. Hier bracht hij zijn jeugd door. Hij had als kind een passie voor tekenen en maakte al vroeg zijn eigen stripverhalen. In 1987 stopte hij met zijn studie en begon te reizen. Hij reisde van Europa naar Afrika, en al tekenend vervolmaakte hij zijn stijl, verzamelde ervaringen en toerde door de grote steden. Halverwege de jaren negentig keerde hij terug naar Canada en werkte als illustrator in genres variërend van wetenschap, dieren, fantasie en kinderboeken. In de tussentijd maakte hij ook strips. In 2002 stuurde François zijn portfolio naar verschillende Europese uitgevers. Zijn werk kwam onder de aandacht van Humanoïdes Associés, die hem het scenario van Millennium aanboden, gemaakt door Richard D. Nolane, die hij een aantal jaren illustreerde. Nadien werkt hij aan de serie Heroveringen in samenwerking met Sylvain Runberg.

## Reeksen
Verschenen in het Nederlands taalgebied: 
- Millennium (delen tekening volumes 1 tot 5), m.m.v. Richard D. Nolane
  - De honden van god, 2006
  - Het geraamte van de engelen, 2012
  - De adem van de duivel, 2013
  - Het vergiftigde evangelie, 2017
  - De schaduw van de antichrist, 2019

- Heroveringen m.m.v. Sylvain Runberg
  - De horde van de levenden, 2012
  - De hinderlaag van de Hittieten, 2015
  - Het bloed van de Scythen, 2015
  - Dood van een koning, 2016

- Biblioteca Nacional de España: XX5677405
- Bibliothèque nationale de France: cb145076556 (data)
- Gemeinsame Normdatei: 136152910
- International Standard Name Identifier: 0000 0000 7843 0781
- Nationale Bibliotheek van Tsjechië: xx0253533
- Nationale Bibliotheek van Polen: a0000003639361
- Nederlandse Thesaurus van Auteursnamen: 298613344
- Système universitaire de documentation: 082682607
- Virtual International Authority File: 46993232
- WorldCat: E39PBJgCQ44h4HbxxYVRFqQwmd